# Samsung Galaxy Tab S7
O Samsung Galaxy Tab S7 e o Galaxy Tab S7+ são dois tablets da série Samsung Galaxy S concebidos, desenvolvidos e comercializados pela Samsung Electronics e equipados com Android. Os produtos foram apresentados em 5 de agosto de 2020 no evento online Unpacked da Samsung.